# Pavlica
Pavlica (en serbe cyrillique : Павлица) est un village de Serbie situé dans la municipalité de Raška, district de Raška. Au recensement de 2011, il comptait 110 habitants.

## Histoire

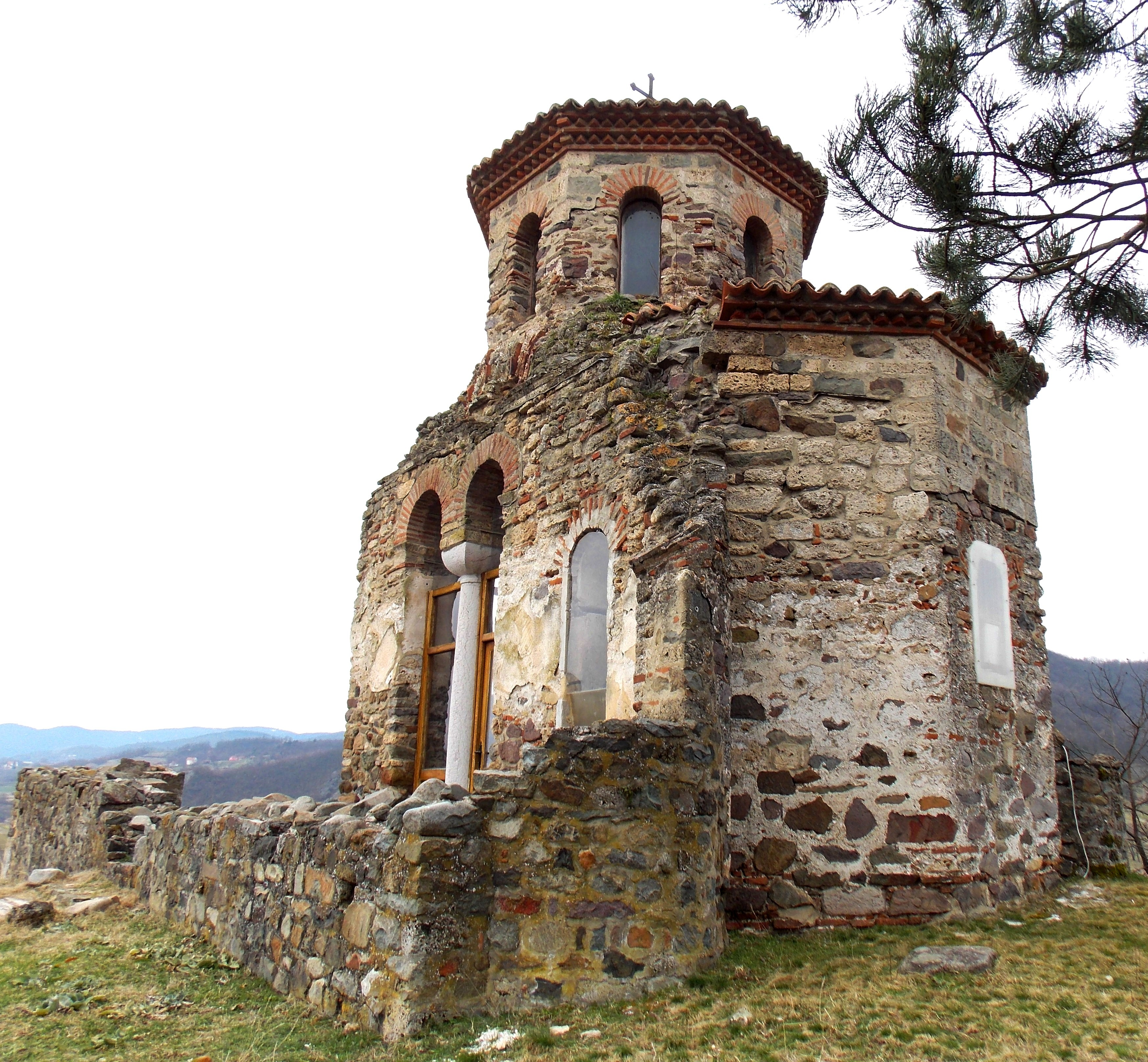
L'église de l'ancien monastère de Stara Pavlica
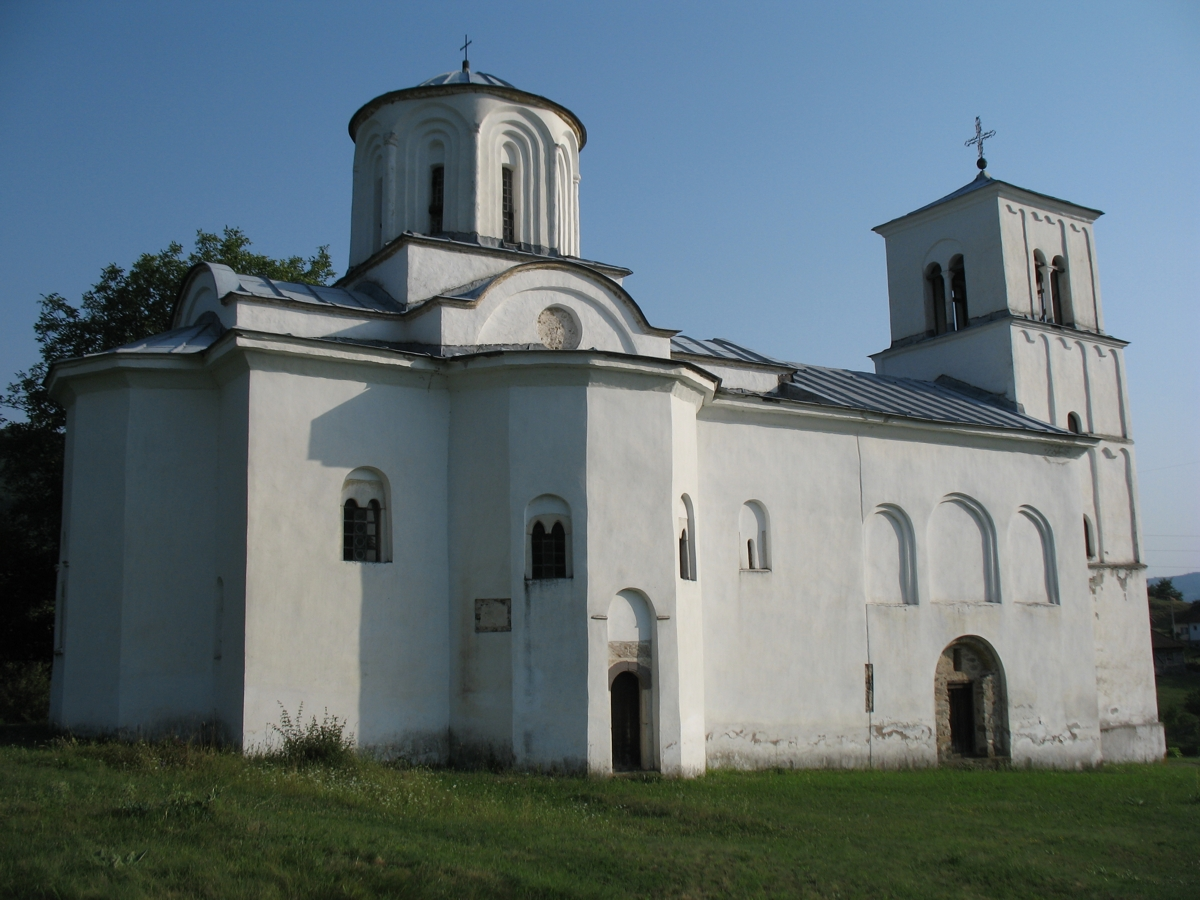
L'église du monastère de Nova Pavlica

## Démographie
| 1948 | 1953 | 1961 | 1971 | 1981 | 1991 | 2002 | 2011 |
| ---- | ---- | ---- | ---- | ---- | ---- | ---- | ---- |
| 445  | 469  | 452  | 377  | 287  | 175  | 156  | 110  |

|  |